# Unión Deportiva Tenerife
La Unión Deportiva Tenerife, también conocida popularmente como «la Unión Deportiva» o por su sigla «UDT», fue un club de fútbol español de la ciudad de Santa Cruz de Tenerife, en la isla de Tenerife. El equipo se fundó el 18 de noviembre de 1950 tras la fusión del Club Deportivo Iberia y el Price, además de contar con la ayuda del Club Deportivo Tenerife, el Club Deportivo Norte, el Real Hespérides y el Real Unión de Tenerife con apoyo económico y cesión de futbolistas. El principal objetivo de la entidad fue el ascenso a Segunda División, como ya hiciera la homóloga Unión Deportiva Las Palmas, juntando a los equipos y jugadores más notables de la isla. En la época resultaba complicado que un equipo del archipiélago canario accediera a categoría nacional, pero este éxito alentó a los tinerfeños a aplicar la misma fórmula para tener su propio representante.
Su campaña más relevante fue la 1950-51, en la que como campeón regional tinerfeño estuvo cerca de lograr el ascenso a la Segunda División, sin conseguirlo tras perder en la correspondiente eliminatoria de ascenso frente al Levante Unión Deportiva por un 3-2 global. Tras acabar como último clasificado en la temporada 1951-52, finalmente hubo de cesar su actividad en 1953 al ascender el Club Deportivo Tenerife, lo que provocó el cese de apoyos al club en favor este último, quien fue el que cumplió el objetivo primigenio de dar a Tenerife un equipo en el ámbito nacional.
Disputó su última temporada en el Campo de La Manzanilla, inaugurado en el año 1923 y conocido desde 1969 como Estadio Municipal Francisco Peraza. Los colores que identificaban al club eran el azul y el blanco, presentes en su uniforme de titular; el rojo fue utilizado para su segunda equipación.

## Historia

### Antecedentes y fundación
Tras diversas reestructuraciones en los campeonatos regionales debido al aumento de clubes y el continuo desarrollo del fútbol en España, surgieron las competiciones a nivel nacional en detrimento de las locales. Esto provocó en la mayoría de los casos, la desaparición de los torneos regionales, con la excepción de Canarias, la cual ante la negativa de los equipos peninsulares por viajar a las islas debido a la larga distancia y los grandes costes que suponía, sus clubes quedaron excluidos y continuaron disputando su propia competición (Primera Categoría) dividida por islas. No fue hasta el mes de junio de 1949 cuando la Real Federación Española de Fútbol aprobó la incorporación de dichas entidades a categorías nacionales tras una asamblea celebrada el día 4 y en la que se dio por bueno considerar al Campeonato Regional como una Tercera División, condición de la que estuvieron privadas hasta entonces. Al término de la temporada 1949-50, los campeones regionales de Tenerife y Gran Canaria, Club Deportivo Tenerife y Unión Deportiva Las Palmas, disputaron la única vacante disponible para Segunda División que finalmente recayó en los palmenses.
El máximo organismo federativo anunció que al término del siguiente ejercicio, el campeón regional tinerfeño dispondría de una nueva oportunidad de ascenso en una eliminatoria frente al decimotercer clasificado de Segunda División. Esto motivó en octubre de 1950 un acuerdo de fusión entre el Iberia Fútbol Club y el Club Deportivo Price para crear la Unión Deportiva Tenerife, buscando repetir la fórmula que funcionó en Gran Canaria. Para refrendar el deseo de que Tenerife tuviera un representante de garantías en categoría nacional era necesario unificar esfuerzos, por lo que la idea fue ganando adeptos y con esa consigna se sucedieron las reuniones pertinentes. Fue el 18 de noviembre la fecha de constitución oficial de la nueva entidad, en la que quedaron integrados todos los clubes tinerfeños de la Primera Categoría. El Club Deportivo Tenerife, el Club Deportivo Norte, el Real Hespérides y el Real Unión de Tenerife acordaron luchar por un objetivo común, apoyando y ayudando en lo posible al nuevo equipo, el cual se nutrió para ello de sus mejores jugadores.

### Temporada 1950-51
El 26 de noviembre se disputó en el Estadio Heliodoro Rodríguez López un torneo organizado por la Federación Tinerfeña de Fútbol a petición de la Unión Deportiva Tenerife, con el fin de iniciar la búsqueda de los mejores jugadores para su plantilla. Este concurso futbolístico, denominado Torneo Relámpago por celebrarse en una misma jornada, lo ganó el Real Unión de Tenerife y recibió como premio una copa donada por el presidente de la Federación Canaria de Fútbol Juan de la Rosa. En un primer momento se barajó la posibilidad de no disputar esa campaña el campeonato tinerfeño de Primera Categoría, aunque finalmente sí tuvo lugar. La Unión venció el torneo a falta de la disputa de una jornada, con tres puntos de ventaja respecto al Real Hespérides. Debido al éxito la afición apoyó aún más al equipo de cara al objetivo del ascenso a Segunda División. El rival en la promoción fue el Levante Unión Deportiva.
El partido de ida se celebró el 13 de mayo de 1951 en el Estadio Heliodoro Rodríguez López. La Unión Deportiva ganó por 1 a 0 con un gol de Lorencito en el minuto 8 de juego, y quien falló un penalti en la segunda parte que resultó por ser decisivo en la eliminatoria. El Heliodoro registró el mayor número de asistentes del fútbol tinerfeño hasta la fecha. Días después, el 27 de mayo, se celebró el partido de vuelta en el Estadio de Vallejo, en Valencia. El Levante remontó la eliminatoria tras ganar por 3 a 1, con goles de Joaquín Amat, Francisco Lahuera y Carlos Moreno por parte de los valencianos y un tanto de Pedrín en el minuto 49 por parte de los tinerfeños. Tras este resultado, la Unión Deportiva Tenerife perdió en el global de la eliminatoria (3 a 2), y no pudo ascender.
| 13 de mayo de 1951 | U. D. Tenerife | 1:0     | Levante U. D. | Heliodoro Rodríguez López, Santa Cruz de Tenerife |                                |
|                    | Lorencito 8'   | Reporte |               | Árbitro(s): José Guerra Prieto                    | Árbitro(s): José Guerra Prieto |

| 27 de mayo de 1951 | Levante U. D.                                                | 3:1     | U. D. Tenerife | Estadio de Vallejo, Valencia       |                                    |
|                    | Joaquín Amat 11' · Francisco Lahuera 71' · Carlos Moreno 79' | Reporte | Pedrín 49'     | Árbitro(s): Antonio Balcells Regué | Árbitro(s): Antonio Balcells Regué |

### Temporada 1951-52
La decepción por no lograr el ascenso provocó un desánimo entre afición y entidad que debilitó el proyecto, reflejado en la desvinculación del Club Deportivo Tenerife, el cual decidió volver a competir como club independiente. No así el resto de clubes pese a no poder disputar el ascenso la temporada siguiente, al no haber plaza disponible. El torneo carente del interés de los anteriores fue para el Club Deportivo Tenerife, seguido en la clasificación por el Club Deportivo Norte y el Real Unión, tercero. La Unión Deportiva, con cambios en su plantilla, ocupó el quinto y último puesto, con tres puntos. Al término de la campaña, y pese a la anunciada concesión de una nueva plaza de ascenso, los acuerdos de colaboración fragilizaron y tornaron el objetivo en una utopía.

### Temporada 1952-53
El campeón tinerfeño de la campaña 1952-53 habría de disputar una eliminatoria a doble partido frente al decimosegundo clasificado del Grupo II de Segunda División, lo que era una nueva oportunidad de los clubes para representar a la provincia de Santa Cruz de Tenerife en categoría nacional. Sin embargo, el renovado interés por el ascenso fue encrudecido por la Federación Española tras dictaminar que era necesario un campo de hierba para poder disputar las competiciones nacionales, algo de lo que carecía el club. Ante la imposibilidad de asumir los costes derivados del ámbito nacional ante un hipotético ascenso por parte del Real Hespérides, este cedió su campo —La Manzanilla— válido a La Unión.
Ante la consiguiente baja de equipos, la federación insular organizó un torneo para dilucidar el ascenso en lugar del tradicional campeonato. El conocido como Torneo de Promoción lo disputaron finalmente tres clubes, tras la exclusión del Hespérides y el Real Unión. El Club Deportivo Tenerife superó a los otros dos aspirantes, y posteriormente en la eliminatoria de promoción al Orihuela Deportiva, y ascendió así a categoría nacional, el primer club tinerfeño en disputar dicha competición. Tras el ascenso del Club Deportivo Tenerife a Segunda División la Unión Deportiva se disolvió y desapareció, pues el objetivo que dio con su fundación fue cumplido, aunque por otro club.

## Simbología

Escudo de Tenerife

### Escudo
El escudo de la Unión Deportiva Tenerife tiene forma de «olla», dividida en tres cuarteles. En la parte inferior el Teide con nieve en su cumbre y rodeado del azul del cielo con seis estrellas a su alrededor. El superior de palos de color blanco y azul, los dos colores identificativos del equipo. Entre ellos el escudo de Tenerife sin la corona de infante, las palmas y la bordura de gules. El centro del escudo lo ocupa una franja donde aparece el nombre del club, U. D. Tenerife. En la parte superior remata la insignia una corona real.

### Uniforme
- Local: el uniforme de local se componía de una camiseta azul con las mangas blancas, y un pantalón y medias blancas.[8]
- Visitante: el uniforme de visitante se componía de camiseta, pantalón y medias de color rojo.[8]

| Local | Visitante |

## Estadio

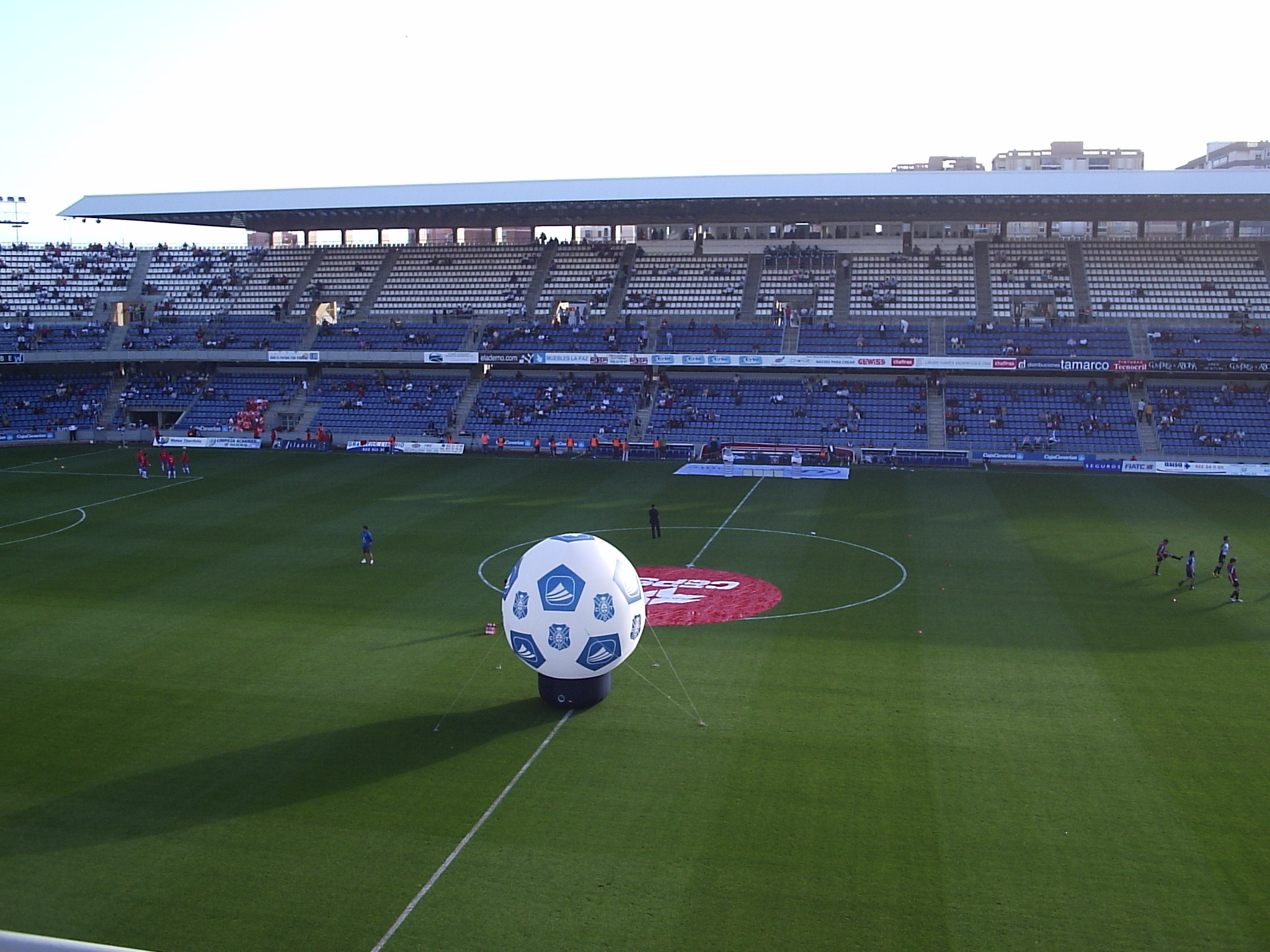
Estado actual del Heliodoro

La Unión Deportiva Tenerife disputó su última temporada en el Campo de la Manzanilla, conocido desde 1969 como Estadio Municipal Francisco Peraza. Este fue cedido por el Real Hespérides Club de Fútbol en el año 1952, debido a que los equipos que no contaran con campo propio no tenían derecho a disputar la categoría nacional, por lo que consciente de su incapacidad para asumir los costes derivados de competir en categoría nacional, transfirió la titularidad del campo a la Unión Deportiva. El recinto fue inaugurado en 1923 y está emplazado en La Vega Lagunera, en el municipio de San Cristóbal de La Laguna.
Anteriormente disputaba sus partidos en el Estadio Heliodoro Rodríguez López, situado en la Calle La Mutine s/n, en la ciudad de Santa Cruz de Tenerife. El campo era propiedad del Club Deportivo Tenerife, y fue puesto a disposición de la Unión Deportiva para la disputa de sus encuentros. Durante sus primeros años tenía una capacidad de 7000 espectadores.

## Datos del club

### Registro de temporadas
| Temporada 1950-51 | Temporada 1950-51 | Temporada 1950-51 | Temporada 1950-51 | Temporada 1950-51 | Temporada 1950-51 | Temporada 1950-51 | Temporada 1950-51 | Temporada 1950-51 |
| P.                | Equipo            | Pts               | PJ                | PG                | PE                | PP                | GF                | GC                |
| ----------------- | ----------------- | ----------------- | ----------------- | ----------------- | ----------------- | ----------------- | ----------------- | ----------------- |
| 1.º               | U. D. Tenerife    | 14                | 8                 | 6                 | 2                 | 0                 | 25                | 7                 |
| 2.º               | C. D. Tenerife    | 8                 | 8                 | 3                 | 2                 | 3                 | 13                | 10                |
| 3.º               | R. Hespérides     | 8                 | 8                 | 3                 | 2                 | 3                 | 11                | 15                |
| 4.º               | C. D. Norte       | 6                 | 8                 | 3                 | 0                 | 5                 | 12                | 18                |
| 5.º               | R. U. Tenerife    | 4                 | 8                 | 1                 | 2                 | 5                 | 8                 | 19                |

| Temporada 1951-52 | Temporada 1951-52 | Temporada 1951-52 | Temporada 1951-52 | Temporada 1951-52 | Temporada 1951-52 | Temporada 1951-52 | Temporada 1951-52 | Temporada 1951-52 |
| P.                | Equipo            | Pts               | PJ                | PG                | PE                | PP                | GF                | GC                |
| ----------------- | ----------------- | ----------------- | ----------------- | ----------------- | ----------------- | ----------------- | ----------------- | ----------------- |
| 1.º               | C. D. Tenerife    | 12                | 8                 | 6                 | 0                 | 2                 | 22                | 8                 |
| 2.º               | C. D. Norte       | 12                | 8                 | 6                 | 0                 | 2                 | 19                | 12                |
| 3.º               | R. U. Tenerife    | 7                 | 8                 | 3                 | 1                 | 4                 | 12                | 18                |
| 4.º               | R. Hespérides     | 6                 | 8                 | 2                 | 2                 | 4                 | 12                | 17                |
| 5.º               | U. D. Tenerife    | 3                 | 8                 | 1                 | 1                 | 6                 | 13                | 23                |

| Temporada 1952-53 | Temporada 1952-53 | Temporada 1952-53 | Temporada 1952-53 | Temporada 1952-53 | Temporada 1952-53 | Temporada 1952-53 | Temporada 1952-53 | Temporada 1952-53 |
| P.                | Equipo            | Pts               | PJ                | PG                | PE                | PP                | GF                | GC                |
| ----------------- | ----------------- | ----------------- | ----------------- | ----------------- | ----------------- | ----------------- | ----------------- | ----------------- |
| 1.º               | C. D. Tenerife    | 8                 | 4                 | 4                 | 0                 | 0                 | 12                | 1                 |
| 2.º               | U. D. Tenerife    | 2                 | 4                 | 1                 | 0                 | 3                 | 6                 | 9                 |
| 3.º               | C. D. Norte       | 2                 | 4                 | 1                 | 0                 | 3                 | 5                 | 13                |

### Palmarés
- Primera Categoría de Tenerife (1): 1950-51.[3]

## Miembros de la plantilla

### Jugadores
Para la fundación de la Unión, algunos equipos de Tenerife cedieron a sus jugadores más notables con el fin de crear un equipo que representara a la isla. El Club Deportivo Tenerife cedió seis jugadores, el Real Unión de Tenerife y el Club Deportivo Norte cinco, el Real Hespérides tres, y el Club Deportivo Iberia y el Price dos. Los integrantes del Tenerife fueron Gorrín, Llanos, Santiago Villar, Arbelo, Cabrera y Rojas.
Mario, jugador de la Unión Deportiva, fue el máximo goleador de la Primera Categoría de Tenerife de la temporada 1950-51, con ocho goles. En total, en esa campaña, la Unión alineó a un total de veinte jugadores, siendo Chicho, Mario y Pedrín los que más jugaron, con ocho encuentros cada uno. Registraron siete partidos Cabrera, Llanos y Villar.

### Entrenadores
Según la página web dedicada a la recopilación de datos deportivos BDFutbol, el español Juan Herrera dirigió al equipo durante la promoción de ascenso y en la temporada 1950-51. En una entrevista concedida al periódico Aire Libre de cara al sorteo de la promoción, Juan declaró: «Nos gustaría jugar el primer partido en casa. Aquí podríamos sacar el equipo completo y con moral. Si jugamos fuera el primer encuentro, podríamos tener algún lesionado y un resultado en contra, que mermaría moral al equipo y a la afición».

## Presidentes
La Unión Deportiva Tenerife tuvo dos presidentes. El primero fue Fernando Aronzena, elegido el 31 de julio de 1951, después de una directiva provisional. El segundo fue Vicente Álvarez Cruz, que le relevó en el cargo en unas elecciones realizadas el 28 de junio de 1952. Vicente fue presentado como candidato por Aronzena a través de una entrevista realizada días antes de la votación, el 16 de junio de 1952.

## Afición
Desde su fundación, el equipo contaba con la «Peña Rambla». La peña tenía su sede en la Rambla de Santa Cruz y contaba con el merendero «Casa Ramallo». Ayudaban económicamente al club y animaban al equipo con pancartas, tracas, banderas y cohetes durante sus partidos como local. Las iniciales del grupo de animación eran «R.A.M.B.L.A.», que significan «rápido ascenso manteniendo bien las aspiraciones». También contó con una peña en Venezuela organizada por tinerfeños que vivían en dicho país que apoyaba al club económicamente.